# فلادلين يورشينكو
فلادلين يورشينكو (بالأوكرانية: Владлен Юрійович Юрченко)‏ (22 يناير 1994 ميكولايف أوكرانيا - ) هو لاعب كرة قدم أوكراني، يلعب كلاعب وسط.

## وصلات خارجية
فلادلين يورشينكو على موقع الاتحاد الأوربي (الإنجليزية)
- فلادلين يورشينكو على موقع اتحاد أوكرانيا (الإنجليزية)
- فلادلين يورشينكو على موقع قاعدة بيانات كرة القدم.إي يو (الإنجليزية)
- فلادلين يورشينكو على موقع Soccerway.com (الإنجليزية)
- فلادلين يورشينكو على موقع عالم كرة القدم.نت (الإنجليزية)
- فلادلين يورشينكو على موقع AS.com (الإسبانية)